# You Remember Ellen
Pour plus de détails, voir Fiche technique et Distribution.
Your Remember Ellen est un film américain sorti en 1912, réalisé durant l'été 1911 par Sidney Olcott avec Jack J. Clark et Gene Gauntier dans les rôles principaux. C'est l'adaptation d'un célèbre poème de l'auteur irlandais Thomas Moore.

## Fiche technique
- Réalisation : Sidney Olcott
- Scénario : Gene Gauntier d'après le poème homonyme de Thomas Moore
- Production : Kalem
- Directeur de la photo : George K. Hollister
- Décors : Allen Farnham
- Longueur : 317 m
- Date de sortie : 1912
- Distribution : General Film Company

## Distribution
- Gene Gauntier : Ellen
- Jack J. Clark : William
- Anna Clark : la mère d'Ellen
- Alice Hollister : Jane
- Arthur Donaldson
- Robert G. Vignola
- J.P. McGowan
- George K. Hollister : le seigneur de Rosna Hall

## Anecdotes
Le film a été tourné durant l'été 1911, en Irlande. À Beaufort, comté de Kerry.
Une copie est conservée à la George Eastman House à Rochester, New York.